# George Montagu
George Montagu (1753 - 20 de junho de 1815) foi um naturalista inglês.
Montagu é conhecido pela sua obra Ornithological Dictionary (1802) e contribuiu de forma significativa para o conhecimento das aves do Reino Unido. Montagu demonstrou que muitas das espécies que se julgavam serem diferentes eram na realidade a mesma só que com plumagens de verão e inverno, ou machos e fêmeas da mesma espécie. O seu estudo das aves do género Circus levou à descoberta de que o tartaranhão-caçador (Circus pygargus), conhecido como Montagu's Harrier em inglês, procriava no sul de Inglaterra. Montagu também esteve implicado nos primeiros registos de certas aves no Reino Unido (como por exemplo, a gaviota-pequena (Larus minutus), a escrevedeira-de-garganta-preta (Emberiza cirlus), a garça-boieira (Bubulcus ibis) e a gaivina-de-bico-preto (Gelochelion nilotica))
Montagu nasceu em Lackham House em Hampshire e foi baptizado na Igleja de Lacock em 9 de julho de 1753. Em 1770 entrou no exército, para o 15º regimento de Foot. Chegou a alcançar o posto de tenente-coronel. Em 1773 casou-se com Ann Courtenay, sobrinha de John Stuart, terceiro conde de Bute. Em 1798 Montagu deixou  sua mulher e instalou-se em Knowle House, perto de Kingsbridge em Devon. Foi ali que escreveu os dois volumes do Ornithogical Dictionary; or Alphabetical Synopsis of British Birds.
Montagu era interessado em biologia marinha e fluvial e em 1803 publicou Testacea Britannica, a History of British Marine, Land and Freshwater Shells. Esta obra descreve 470 espécies de moluscos, 100 dos quales eram novas para a Grã-Bretanha. Montagu entregou algumas espécies novas de crustáceos a William Elford Leach do Museu Britânico e foi o primeiro a identificar algumas novas espécies de peixes, de que não se tinha conhecimento habitarem águas inglesas. Descobriu a espécie Coryphoblennius galerita. Também foi o primeiro a descrever o Morcego-de-ferradura-pequeno (Rhinolophus hipposideros).
Montagu morreu de tétano depois de pisar um prego oxidado em Knowle House. Foi enterrado na igreja da paróquia de Kingsbridge. A coleção de aves de Montagu foi comprada pelo Museu Britânico e cerca de 200 aves encontram-se actualmente no Tring Museum. Cópias com anotações do Dictionary o de Testacea foram legadas à Sociedade Linneana de Londres.